# 北海道ジェイ・アール・トラベルサービス
北海道ジェイ・アール・トラベルサービス（ほっかいどうジェイ・アール・トラベルサービス）は、北海道札幌市中央区に本社を置いていた北海道旅客鉄道（JR北海道）の子会社。グループ会社である北海道ジェイ・アール・サービスネットに吸収合併され、解散した。

## 業務内容
- 旅行業務（登録番号 北海道知事登録旅行業第2種363号）
国内・海外旅行商品販売及び各種旅行の手配
JR券・航空券・宿泊券等の販売、取次ぎ
- 労働者派遣業務（許可番号 般01-01-0082） 
事務機器操作、財務処理、受付案内等の人材派遣
各種イベントスタッフの派遣
添乗員、空港、駅送迎係員の派遣
- 各種営業サービス、事務処理サービスの請負業
- 各種教育、養成事業
- インバウンドサポート事業
外国人向け宿泊ポータルサイト運営
翻訳、通訳言語サポート

## 沿革
- 1997年（平成09年）4月21日：北海道ジェイ・アール・トラベルサービス設立
- 2007年（平成19年）12月1日：JR北海道グループ会社の北海道ジェイ・アール・サービスネットに吸収合併され、それに伴い北海道ジェイ・アール・トラベルサービスは解散